# (38119) 1999 JN37
1999 JN37 (asteroide 38119) é um asteroide da cintura principal. Possui uma excentricidade de 0.13940100 e uma inclinação de 5.59310º.
Este asteroide foi descoberto no dia 10 de maio de 1999 por LINEAR em Socorro.